# Robert Bindschedler

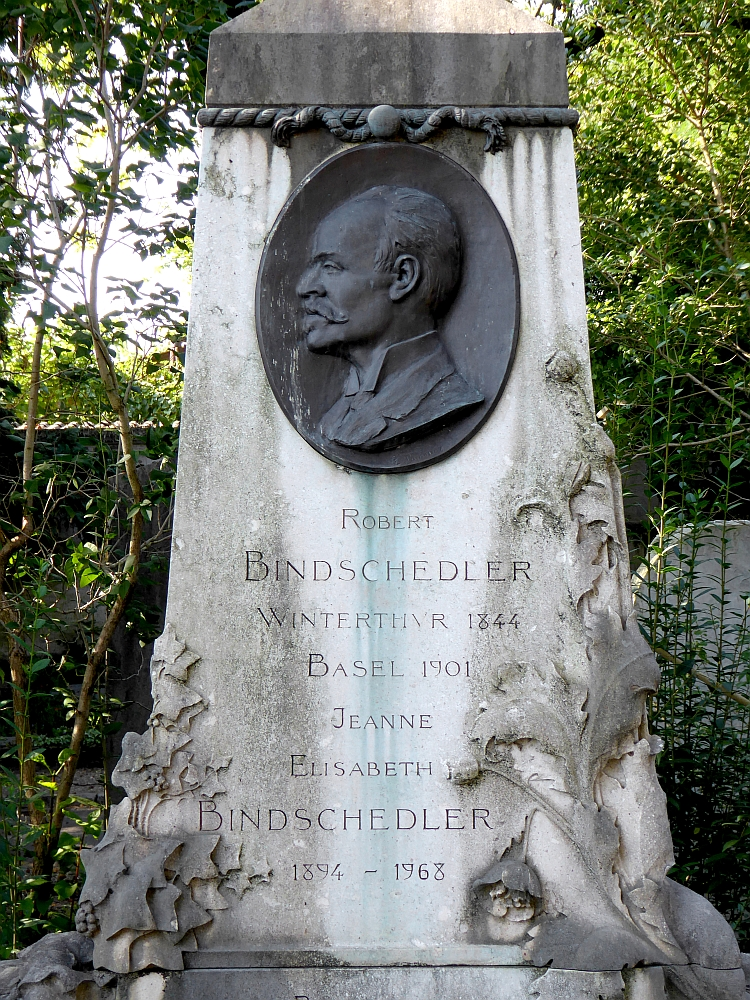
Portrait

Johann Robert Bindschedler (* 30. Juli 1844 in Winterthur; † 20. August 1901 in Basel) war ein Schweizer Chemiker und Industrieller.

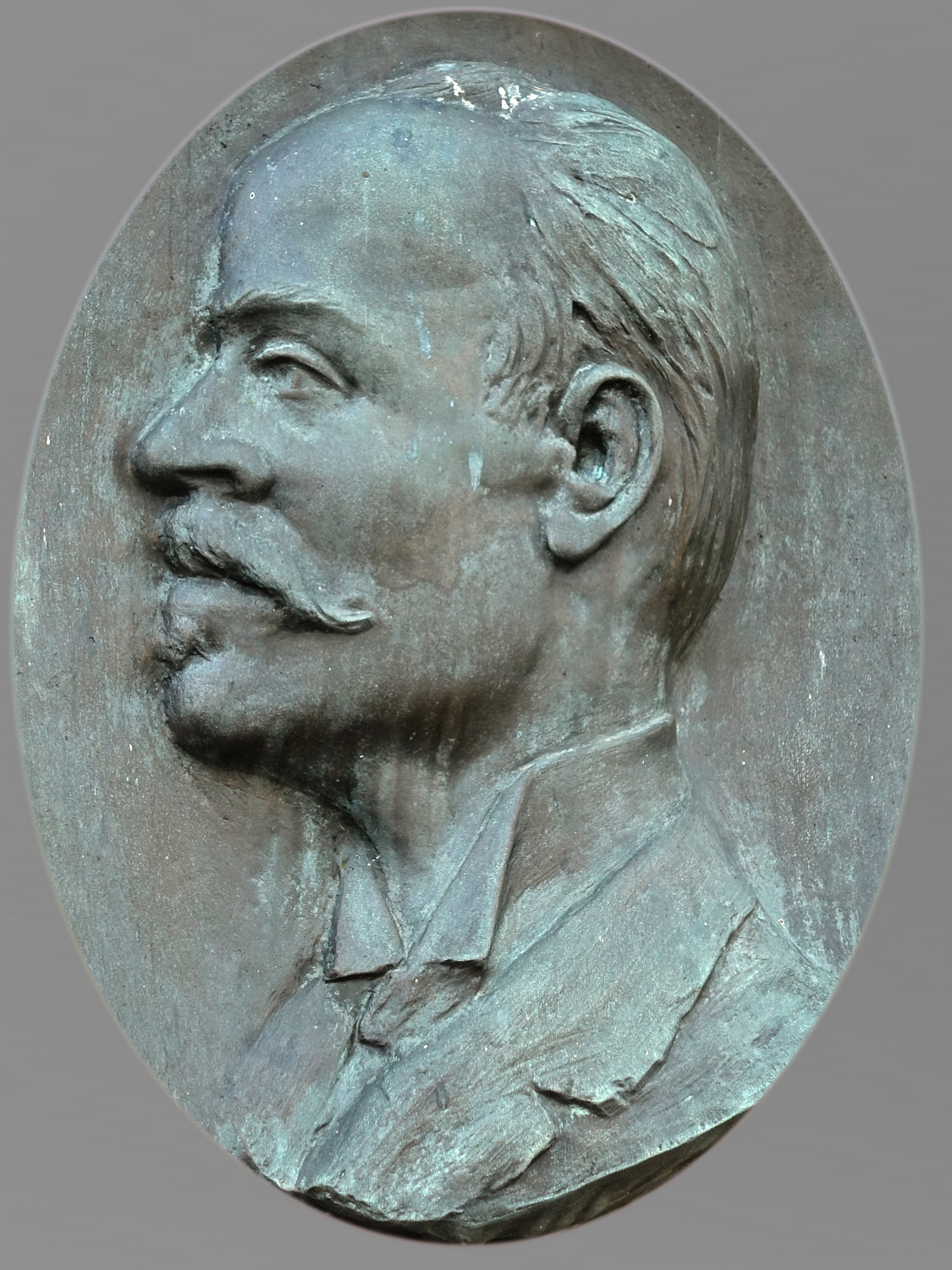
Robert Bindschedler (1844–1901)

## Biografie
Bindschedler wuchs als Sohn eines Gastwirts auf. Er besuchte das Gymnasium in Winterthur und studierte nach dem Abschluss Chemie am Polytechnikum Zürich. Anschliessend wechselte er in die chemische Industrie, wo er rasch leitende Positionen bekleidete. Er stand als erster Nicht-Kaufmann einem grossen Schweizer chemischen Industriebetrieb vor, bis 1899 der Ciba AG. Im Zusammenhang mit einer Verurteilung wegen Betrugs gab er sein Amt auf.
1870 heiratete Bindschedler Désirée Alexandrine, geb. Fèvre, die im Jahr 1878 verstarb. 1882 verheiratete er sich zum zweiten Mal, mit Maria Magdalena geb. Kerbler von Wien. Maria Magdalena starb nach achtjähriger Ehe. Beide Ehen blieben kinderlos. 1891 heiratete er Jeanne Sydonie Elise, geb. Tapissier. Aus der Ehe gingen die Kinder René Robert (1892), Elisabeth Jeanne (1894) und Jean Rodolphe (1896) hervor.

## Ehrungen
Er erhielt einen Ehrendoktortitel der Universität Zürich.
Seinen Namen trägt der Farbstoff Bindschedlers Grün.